# Iakutsk
Iakutsk (ru. Якутск) este capitala Iacutiei, Federația Rusă și are o populație de 367.667 locuitori.

## Clima
Yakutsk este cel mai rece oraș de pe Pământ, locurile mai reci decât acestea nefiind populate. Temperaturile medii lunare variază de la 20 °C (67 °F), în luna iulie până la -40 ° în ianuarie. Cele mai reci temperaturi înregistrate vreodată de pe planetă în afara Antarcticii au avut loc în bazinul râului Yana la nord-est de Iakutsk. Deși iernile sunt lungi și extrem de reci, verile sunt calde (deși destul de scurte), cu temperaturi maxime de peste zi, ocazional, chiar și 32 °C (90 °F), ceea ce face diferențele de temperatură sezoniere pentru regiune, printre cele mai mari din lume. Ca cel mai mare oraș construit pe permafrost continuu, cele mai multe case din Iakutsk sunt construite pe stâlpi de beton. Clima este destul de uscată, cu precipitații maxime care apar în lunile de vară.
Cu râul Lena navigabil vara, există diverse croaziere cu barca.

## Orașe înfrățite
- Fairbanks, Statele Unite
- Darmstadt, Germania
- Murayama, Japonia
- Changwon, Coreea de Sud
- Harbin, China
- Olympia, Grecia